# Процесс Пенроуза
Процесс Пенроуза (также называемый механизмом Пенроуза) теоретически обоснован сэром Роджером Пенроузом как способ извлечения энергии из вращающейся черной дыры. Этот процесс использует преимущества эргосферы — области пространства-времени вокруг черной дыры, вращающейся со скоростью, превышающей скорость света, что означает, что с точки зрения внешнего наблюдателя любая материя внутри нее вынуждена двигаться в направлении вращения черной дыры.

Траектории движения тел в процессе Пенроуза

В процессе, рабочее тело падает (черная толстая линия на схеме) в эргосферу (серая область). В своей нижней точке (красная точка) тело начинает движение назад, однако далекому наблюдателю кажется, что оба они продолжают двигаться вперед из-за эффекта Лензе — Тирринга (хотя и с разными скоростями). Замедляясь, тело падает (тонкая серая линия) к горизонту событий черной дыры (черный диск). Остатки тела, разогнавшись, улетают (тонкая черная линия) с избытком энергии (что с лихвой компенсирует потерю топлива и энергии, затраченной на импульс).
Максимальное количество энергии, которое можно получить при распаде одной частицы с помощью оригинального (или классического) процесса Пенроуза, составляет 20,7 % от ее массы в случае незаряженной черной дыры (в предположении, что в лучшем случае черная дыра максимально вращается). Энергия берется из вращения черной дыры, поэтому существует ограничение на количество энергии, которое можно извлечь с помощью процесса Пенроуза и его аналогиям (для незаряженной черной дыры не более 29 % от ее первоначальной массы; для заряженных вращающихся черных дыр возможен больший коэффициент полезного действия).

## Детали эргосферы
Внешняя поверхность эргосферы — это поверхность, на которой свет, движущийся в направлении, противоположном вращению черной дыры, остается в фиксированной угловой координате, по мнению внешнего наблюдателя. Поскольку массивные частицы движутся медленнее света, то массивные частицы обязательно будут двигаться вместе с вращением черной дыры. Внутренней границей эргосферы является горизонт событий.
Внутри эргосферы даже свет не успевает за вращением черной дыры, так как траектории неподвижных (с внешней точки зрения) объектов становятся пространственными, а не временными (как у обычной материи) или световыми. Математически, компонент dt2 решения Керра меняет свой знак внутри эргосферы. Это позволяет материи иметь отрицательную энергию внутри эргосферы до тех пор, пока она движется против вращения черной дыры достаточно быстро (или, с внешней точки зрения, сопротивляется втягиванию в достаточной степени). Механизм Пенроуза использует это, погружаясь в эргосферу, выбрасывая объект, получивший отрицательную энергию, и возвращаясь обратно с большей энергией, чем прежде.